# Asianthrips dasycornis
Asianthrips dasycornis (лат.) — вид трипсов рода Asianthrips из семейства Phlaeothripidae (Thysanoptera).

## Распространение
Встречаются в Юго-Восточной Азии: Малайский полуостров и Сабах (Малайзия), остров Минданао (Филиппины).

## Описание
Мелкие коричневые насекомые (длина около 1—2 мм) с четырьмя бахромчатыми крыльями. От близких видов отличаются следующими признаками: III-й членик усиков коричневый, почти такой же темный, как и IV-й, с желтоватым основанием (рис. 57); IV-й членик усиков с серией из 15–18 коротких и толстых щетинок на вентральной поверхности, V-й членик с 10–12 такими же щетинками, по крайней мере, у крупнокрылых самок. Все бёдра коричневые, несколько желтоватые на вершинной 1/4; голени почти жёлтые, часто очень слабо затемненные, лапки жёлтые. Передние крылья очень слабо оттенены коричневым. III-V тергиты брюшка шире переднеспинки. Максиллярные стилеты длинные. III членик усиков с тремя чувствительными конусами. Усики 8-члениковые, VIII членик сросшийся с VII члеником; сегмент III асимметричный; колокольчатые сенсиллы на II членике расположены вблизи вершины. Заднегрудной стерноплевральный шов отсутствует; мезопрестернум медиально сросся с мезоэустернумом, между этими пластинками с обеих сторон имеются швы. Брюшные тергиты II—VII с двумя парами удерживающих крыло щетинок.

## Классификация
Вид был впервые описан в 2022 году японскими энтомологами Shuji Okajima и Masami Masumoto (Laboratory of Entomology, Tokyo University of Agriculture, Ацуги, Канагава, Япония). Близок к видам Asianthrips parvinotus.